# Хоенмелзен
Хоенмелзен (њем. Hohenmölsen) град је у њемачкој савезној држави Саксонија-Анхалт. Једно је од 43 општинска средишта округа Бургенланд. Према процјени из 2010. у граду је живјело 10.864 становника. Посједује регионалну шифру (AGS) 15084235.

## Географски и демографски подаци
Хоенмелзен се налази у савезној држави Саксонија-Анхалт у округу Бургенланд. Град се налази на надморској висини од 149 метара. Површина општине износи 75,2 km². У самом граду је, према процјени из 2010. године, живјело 10.864 становника. Просјечна густина становништва износи 144 становника/km².